# Kraljevina Srbija (1217–1345)
Kraljevina Srbija (srbsko Краљевина Србија, Kraljevina Srbija) ali Srbsko kraljestvo  (srbsko Српско краљевство, Srpsko kraljevstvo) (1217-1345) je bila srbska fevdalna država, ki je nastala leta 1217 iz Velike kneževine Raške, ko je bil veliki župan (knez) Štefan Nemanjić povišan v kralja. Trajala do 16. aprila 1346, ko je bila pod kraljem Štefanom Dušanom povišana v Srbsko cesarstvo.

## Zgodovina

### Ozadje
Štefan Prvokronani je prestol velikega kneza zasedel leta 1196, oče Štefan Nemanja na skupščini v Rasu odstopil in se umaknil v samostan. Naslov velikega kneza je nosil do leta 1217.
Zveze z Dubrovniško republiko in rimskokatoliškm Zahodom so ga privedle do tega, da je papeža Honorija III. zaprosil za kraljevsko krono. Za krono je že konec 12. stoletja zaprosil papeža Inocenca III. Istočasno je zanjo zaprosil tudi njegov brat Vukan, ki se je iz neznanih vzrokov štel za družinsko povezanega s papežem. Vukan je razen tega želel obnoviti nekanonsko katoliško Barsko nadškofijo, ki jo je leta  1089 ustanovil dukljanski knez Konstantin Bodin iz dinastije Vojislavljević. Ukinjena je bila leta 1143. Papež Inocenc III. je Vukanu ustregel in škofijo obnovil in ji na Lateranskom koncilu leta 1215 podelil jurisdikcijo nad vsemi rimskokatoliškimi škofijami v srbski državi.

### Štefan Prvokronani
Pomemben korak k vzpostavitvi Srbskega kraljestva je bila Štefanova poroka z Ano Dandolo, hčerko beneškega poddoža Rajnerja Dandola in vnukinjo slavnega beneškega doža Enrica Dandola, organizatorja četrtega križarskega pohoda na Konstantinopel leta 1204. Poroko je sredi 14. stoletja omenil tudi beneški dož Andrej Dandolo v svoji Chronica per extensum descripta. Poroka in podelitav krone preko papeževega legata je bila med  5. avgustom 1216 in 5. avgustom 1217. Štefan se moral pred tem odreči pravoslavni veri.
Novico o kronanju je zabeležil tudi jeromonah Domencijan v  Žitiju Svetog Save (Življenjepis Svetega Save). Po Domencijanu je studeniški iguman Sava poslal v Rim škofa Metoda z navodili, da od papeža dobi kraljevsko krono. Metod je svojo nalogo uspešno opravil. Po zahodnih virih je kronanje opravil papežev legat, po Domancijanu in Teodoziju pa Sveti Sava, ki je med kronanjem na Štefanovo glavo položil roko Janeza Krstnika. Andrej Dandolo poudarja, da je krono dobil šele po poroki z Ano Dandolo  (dum neptem....ducis accepisset in coniugem) in da se je pred tem odrekel pravoslavju.
Družina Dandolo je bila v tistem času zelo vplivna, ker je bi Ivan Dandolo dubrovniški knez, Dubrovniška republika pa je prav leta 1215 s srbskim velikim knezom sklenila zelo ugoden trgovinski sporazum. Kakšno vlogo je pri sklepanju zakona igral Ivan Dandolo, ni znano.
Naziv Štefana Prvokronanega se je pred letom 1217 glasil "veliki župan Štefan, gospodar cele Srbske države". Naslov je omenjen v Hilandarski listini iz leta 1200, s katero je Štefan Dušan potrdil privilegije, ki jih je samostanu Hilandar podelil njegov oče. Po kronanju je leta 1217 podelil privelegije tudi samostanu Žiča. V tej listini se njegov naziv glasi  "Štefan, po milosti Božji kronani kralj in samodržec cele Srbske države in Primorja".
Leta 1219 se je Štefan uspel povezati z vplivno bizantinsko družino Angel, ki je vladala v Epirskem despotatu. V prepisih metropolita Nefpakta Ivana Apokavka so omenjene priprave na poroko Štefanovega sina Radoslava z epirsko princeso Ano, najstarejšo hčerko despota Teodorja Angela Dukasa Komnena. Priprave so se začele leta 1218, zakon pa je bil sklenjen leto kasneje.
Štefan je pred smrtjo samostanu Žića izdal še eno darovnico, s katero je pod njegovo jurisdikcijo postavil vse svoje nadarbine (Hilandar, Jurijevi stebri, Studenica in Mileševa). Leta 1228 je prestol predal svojemu najstarejšemu sinu Radoslavu in se kot Simon umaknil v samostan. Kamalu zatem je po 24. septembra 1228 umrl. Pokopan je bil v samostanu Studenica, kasnjeje pa je brat Sava njegove posmrtne ostanke prenesel v samostan Žiča.

### Štefan Radoslav
Radoslav že je v drugi Štefanovo darovnici samostanu Žiča omenjen kot njegov naslednik, zato je predaja oblasti potekla brez zapletov. Radoslav je pred zasedbo prestola morda upravljal del Zete in Zahumja s prestolnico  Kotor. Kot knez je imel enaka pooblastila kot njegov stric Vukan Nemanjić.
Kot kralj je vedno poudarjal svoje grško poreklo, ker je bil njegov stari oče bizantinski cesar Aleksej III. Angel. Iz njegovega podpisa je razvidno, da je imela nanj veli vpliv njegova mati Evdokija, saj se je na vseh listinah podpisoval s Štefan Dukas. Radoslava je za kralja kronal stric Sava na Spasovdan leta 1228 v Žiči. Odnosi med njima so se kasneje zelo poslabšali, ker se v cerkvenih zadevah Radoslav ni obračal nanj, ampak na ohridskega nadškofa Homatijana. Nanj so se obračali tudi vsi, ki so bili pod njegovo jurisdikcijo – atoški menihi, meščani Soluna, diakon in hatrofilaks iz Drame (Drač) in metropolita Drača in Krfa. Radoslavova vprašanja Homatijanu in odgovori nanje so ohranjeni v rokopisu iz 16. stoletja, ki ga hrani Bavarska deželna lnjižnica.  Iz njih je razvidno, da je Radoslav nameraval nedavno ustanovljeno samostojno Srbsko pravoslavno cerkev vrniti pod jurisdikcijo Ohridske nadškofije, s čimer se njegov stric Sava seveda ni strinjal. Sava je zapustil domovino in se odpravil na prvo romanje v Sveto deželo.
V zunanji politiki se je Radoslav povsem naslanjal na svojega tasta, dokler ni leta 1230 prišlo do prerazporeditve moči na Balkanu. V bitki pri Klokotnici (pritok Marice) je despota Teodorja porazil bolgarski car Ivan Asen II. in zlomil moč Epirskega despotata. Njegov poraz se je odrazil tudi v Srbiji. Plemstvo, nezadovoljno z Radoslavovo proepirsko politiko, je iskalo pomoč Bolgarov, da bi z njihovo pomočjo izvedlo državni udar. Radoslava so konec leta 1233 odstavili in na njegovo mesto postavili njegovega mlajšega brata Štefana Vladislava. Radoslav in Ana sta pobegnila v Dubrovnik in se kasneje umaknila v samostan. Kdaj in kako je Radoslav umrl, ni znano.

### Štefan Vladislav I.
Radoslavov naslednik Vladislav je bil poročen z Beloslavo, hčerko bolgarskega carja Ivana Asena II. Tudi njega je kronal stric Sava. Zgleda, da je pred kronanjem vladal kot knez. Leta 1220 je, verjetno s sodelovanjem stica Save, ustanovil samostan Mileševa.
Na začetku Vladimirjeve vladavine so bili odnosi z Dubrovniško republiko kom slabi. Srbski kralj je pritiskal na Dubrovčane, da mu predajo pobeglega brata Radoslava, ki je za pomoč prosil tudi bosanskega bana Mateja Ninoslava. Ko je Vladimir zapretil z vojno, je moral Radoslav zapustiti Dubrovnik. Zatekel se je v Drač, kjer se je domnevno razšel s soprogo Ano. Na poziv strica Save se je vrnil v Srbijo, kjer je leta 1235 umrl kot menih Ivan.
Naslednje leto je v bolgarski prestolnici Veliko Tǎrnovo na povratku z drugega romanja po vzhodnih patriarhijah umrl tudi Sava. Po Domencijanu so Bolgari nameravali obdržati njegovo telo, ki je bilo pokopano v cerkvi Štiridesetih mučencev v Velikem Tǎrnovem. Vladislav je po nekaj zavrnjenih prošnjah za vrnitev osebno odšel do svojega tasta, ki je nazadnje dovolil Savino vrnitev Srbijo. Savo so pokopali v samostanu Mileševa.
Vladislav je leta 1235 izdal listino, s katero se je Dubrovniška republika obvezala, da na svoje ozemlje ne bo sprejemala nasprotnikov srbskega kralja, in v zameno dobila potrditev prejšnjih privilegijev. Z izdajo listine se je ustalil običaj, da so se sporazumi ponovno potrjevali ob vsaki menjavi oblasti na srbski ali dubrovniški strani.
Vladislav je moral leta 1237 z vojsko oditi na reko Cetino na skrajni zahod svoje države. Povod za odhod je bil vdor ogrskega hercega Kolomana na humsko ozemlje, kjer je kot vazal srbskega kralja vladal Toljen II., potomec Miroslava Zavidovića, brata Štefana Nemanje. Koloman je po uspešnem prodoru skozi Bosno vdrl na Toljenovo ozemlje. Prihod Vladislavove vojske je preprečila nadaljnje ogrske pohode. Ob tej priložnosti je bila sklenjena zveza med Splitom in Srbskim kraljestvom.
Na začetku 40. let 13. stoletja so v vzhodno Evropo vdrli Mongoli. Opustošili so Rusijo, Poljsko, Šlezijo in Ogrsko in med zasledovanjem ogrskega kralja Béle IV. prodrli vse do Jadranskega morja. Vračali so se skozi Srbijo in Bolgarijo in po vrnitvi domov pod vodstvom Batu kana  leta 1243 ustanovili Zlato hordo.
Tik pred mongolsko invazijo je umrl bolgarski car Ivan Asen II. Nasledil ga je nesposobni sin Koloman I. Asen. Vladislav je s carjevo smrtjo izgubil podporo Bolgarije in bil leta 1241 odstavljen. Nasledil ga je mlajši brat Uroš. Vladislav je ostal v Srbiji, kjer je leta 1269 umrl. Pokopan je bil v svoji nadarbini Mileševa.

### Štefan Uroš I.
Začetek Uroševe vladavine je zaznamoval prihod saških rudarjev. Prvič so omenjeni v Uroševi darovnici Brskovu iz leta 1254. Razlog njihovega prihoda ni znan. Z njihovim prihodom sta povezani dve teoriji: da so se pod pritiskom Mongolov z dovoljejnjem srbskega kralja priselili iz Erdelije ali da so prišli na Uroševo vabilo zaradi vzajemnih gospodarskih interesov. Sasi so s seboj prinesli nove tehnike obdelave barvnih kovin, ki jih Srbi niso poznali. Sasi so Urošu omogočili osamosvojitev od plemstva, ker je lahko s povečanimi dohodki vzdrževal svojo vojsko plačancev.
Konec 40. let 13. stoletja je na mesto barskega nadškofa prišel Giovani Plano Karpini in ponovno so se začeli spori med Dubrovniško in Barsko nadškofijo. Leto kasneje je bila bosanska katoliška dieceza izključena iz jurisdikcije dubrovniškega nadškofa in podrejena nadškofiji Kaloča. Dubrovniška nadškofija je zato poskušala pod svojo jurisdikcijo dobiti vse srbske katoliške škofije, ki so bile od leta 1215 podrejene Barski nadškofiji. Spor je bil rešen v korist Barske nadškofije, vendar je moral nadškof Karpini odstopiti. Nasledil ga je nadškof Gufrid.
Uroš se je v sporu postavil na barsko stran in opustošil okolico Dubrovnika, slednji pa je sklenil zavezništvo z bolgarskim carjem Mihaelom II. Asenom, da bi napadel Srbijo z vzhoda. Koaliciji se je pridružil humski knez Radoslav. Bolgarska vojska je leta 1245 napadla Srbijo, vendar je napad spodletel in ni ogrozil Uroševega položaja, Dubrovnik pa je bil prisiljen s Srbijo skleniti mirovni sporazum. Največje posledice je očitno utrpel knez Radoslav, ki se po koncu vojne v zgodovinskih virih nič več ne omenja. Njegova kneževina je bila priključena k Srbskemu kraljestvu. Priblžno takrat je Uroš k svojemu kraljestvu priključil tudi ozemlje, ki so ga upravljali Vukanovi nasledniki Štefan, Dimitrij in Mladen.
Uroš se je vmešal v vojno med Epirskim despotatom in Nikejskim cesarstvom, v katerem je vladal Mihael VIII. Paleolog. Podprl je epirskega despota Mihaela II. Angela in mu leta 1258  poslal 1.000 vojakov, sam pa je zasedel severno Makedonijo s Skopjem. Epirsko-srbska koalicija je bila leta 1259 v bitki v Pelagoniji poražena. Mihael Paleolog je dve leti kasneje osvojil Konstantinopel, s čimer se je končalo Latinsko cesarstvo (1204-1261).
Uroš je bil vazal ogrskega kralja Béle IV., kateremu je leta 1260 poslal kontingent vojakov za vojno proti češkemu kralju Otokarju II. Přemislu. Dobri odnosti z Ogrsko so se leta 1261 ali 1262 porušili, ker je Bela IV. tega leta ustanovil Mačvansko banovino in za bana imenoval svojega zeta, ruskega kneza Rostislava Mihailovića. Rostislava je nasledil njegov sin Bela Rostislavič. Uroš je napadel Belovo ozemlje in ga pustošil, dokler ni ogrski kralj svojemu vnuku poslal vojske, ki je ustavila Srbe. Uroša so ujeli in ga proti odkupnini izpustili. Uroš je svojega sina Dragutina poročil z ogrsko princeso Katalino, hčerko Štefana V., in moral obljubiti, da bo dal sinu v upravljanje del svojega kraljestva.
Na začetku 70. let 13. stoletja je Uroš poskušal svojega mlajšega sina poročiti z bizantinsko princeso Ano, hčerko cesarja Mihaela Paleologa in njegove žene Teodore. Jurij Pahimer piše, da so bila pogajanja neuspešna in da je Uroš zato sklenil zvezo s Karlom Anžujskim, glavnim nasprotnikom bizantinskega cesarja. Mihael je na koncilu v Lyonu zanikoval zakonitost avtokefalne Srbske cerkve. Uroš je nameraval napasti Bizantinsko cesarstvo, vendar mu to ni uspelo. Leta 1274 je začel vojno proti Dubrovniški republiki, ki je bila njegovo zadnje znano politično dejanje.
V Srbiji se je začela državljanska vojna med Urošem in njegovim sinom Dragutinom, ki jo opisuje nadškof Danilo (1324—1337) v  Življenjepisih srbskih kraljev in nadškofov. Vojno je povzročila neizpolnjena Uroševa obljuba iz leta 1268, da bo Dragutinu dal v upravljanje del kraljestva. Končala se je z Uroševim porazom v bitki na Gataškem polju leta 1276. Uroš se je po porazu umaknil v Hum in vstopil v samostan. Umrl je kot menih Simon leta 1277.

### Štefan Dragutin
Kralj Dragutin je po prihodu na prestol dal svoji materi Jeleni v upravljanje Zeto, Trebinje in kraje okoli Plav in Gornjega Ibra, s čimer se je pri njej odkupil za očetovo odstavitev. Del kraljestva je verjetno dobil v upravljanje tudi Dragutinov mlajši brat Milutin. Za Dragutinovo vladanje so značilni dobri odnosi z Dubrovnikom, s katerim je bil njegov oče v stalnih sporih. Dubrovniku je izdal listino, v kateri je prvič v srbskih virih omenjeno nižje plemstvo (vlasteličići). Dragutin, tako kot njegov oče, ni bil v dobrih odnosih z Bizantinskim cesarstvom. V srbskem prodoru do Sera in ropanju bizantinskega ozemlja je sodeloval tudi pebežnik Kotanica, sicer pa večjih bitk z Bizantinskim cesarstvom ni bilo. Srbija je pristopila k protibizantinski koaliciji na čelu s Karlom Anžujskim, ustanovljeni leta 1281 v Orvietu. Moč Bolgarije so v tistem času razkrajale dinastične borbe.
Štefan Dragutin se je pri padcu s konja pod Jelčo težko poškodoval, kar je nadškof Danilo opisal kot Božjo kazen za očetovo odstranitev s prestola. Poškodba mu je za dolgo časa preprečila upravljanje države, zato je prestol prepustil svojemu mlajšemu bratu Milutinu. Pravi razlog za njegov odstop je bilo nezadovoljstvo plemstva zaradi njegove proogrske politike. Plemstvo je želelo tudi vojno z Bizantinskim cesarstvom, da bi razširilo svoja ozemlja. Res je, da je Dragutin leta 1281 na čelu svoje vojske prodrl do Sera, vendar je plemstvo pričakovalo, da bo vojno nadaljeval, poškodovani Dragutin pa za to ni bil sposoben. Dragutinov padec sta opisala tudi anonimen menih v potopisu iz leta 1308, v katerem je opisal stanje v srbski državi, in bizantinski zgodovinar Jurij Pahimer.
Predaja prestola je bila opravljena na zboru v Deževi leta 1282. Milutin je od brata dobil tudi simbole kraljevske oblasti: zlato, vladarska oblačila, orožje in konja. Milutin je moral v skladu s sklepi Deževskega zbora ostati na prestolu do konca življenja, po smrti pa bi ga nasledil eden od Dragutinovih sinov, verjetno Vladislav. Dragutinu so bila priznana velika ozemlja na severu Srbskega kraljestva od Rudnika do Trebinja, od tašče Elizabete Kumanke pa je leta 1284 dobil še Mačvansko in Usorsko banovino. Njegova država se je v tujih virih omenjaja kot Sremsko kraljestvo.

### Štefan Milutin
Milutin se je v prvem letu svojega vladanja odpravil na pohod proti Bizantinskemu cesarstvu in osvojil Gornji in Spodnji Polog, Ovče polje, Zletovo in Pijanec. Bizantinski cesar Mihael VIII. Paleolog se je začel pripravljati na povračilni pohod v Srbijo, ki so ga spodbujale predvsem bizantinske aristokratske družine, pribegle pred Srbi v Konstantinopel. Cesar je še pred koncem priprav umrl. Njegov naslednik Andronik II. Paleolog je zgodaj spomladi leta 1283 poslal svojo vojsko v Srbijo, sam pa se pohoda ni udeležil. Vojsko so sestavljali predvsem tatarski najemniki. Po Danilu je bil večji oddelek Tatarov pri Drimu poražen in pohod se je ustavil. V jeseni istega leta je Milutin opustošil strumsko in sersko krajino in pri Hristopolju prišel do egejske obale in meje Svete gore (Atos). V pohodu so sodelovali tudi Dragutinovi odredi. Milutin je osvojil Poreč, Kičevo in Debar in v vojni 1282-1284 pomaknil mejo svojega kraljestva daleč na jug.
Na začetku zadnjega desetletja 13. stoletja je združena Milutinova in Dragutinova vojska zasedla Kučevo in Braničevo, kjer sta vladala delno neodvisna kumanska vladarja Drman in Kudelin. Braničevo se je prvič znašlo v srbski državi in bilo priključeno k Sremskemu kraljestvu. Zasedba Braničevega je izzvala vidinskega kneza Šišmana, vazala mongolskega kana Nogaja, da je napadel Srbijo. Njegova vojska je prodrla vse do Peči. Milutin je v protinapadu osvojil Šišmanovo prestonico Vidin in Šišmana prisilil, da se je poročil s hčerko srbskega mogotca Dragaša, njegov sin pa se je poročil z Milutinovo hčerko Ano. Nogaj se je pripravljal na napad na Srbijo, vendar ga je Milutin prehitel s prošnjo za mir in talci, med katerimi je bil tudi njegov sin Štefan.
Srbski kralj je leta 1296 osvojil Drač in s tem izzval protinapad Bizantincev. Njihovi vojski je poveljeval vojskovodja Mihael Glavas. Glavašev napad se je končal s popolnim neuspehom, zato je sam Glavas predlagal cesarju, da sklene mir. Mirovna pogajanja in sklenitev miru opisuje Teodor Metohit. Andronik je Milutinu najprej ponudil poroko s svojo sestro Evdokijo, ki ni želela niti slišati za poroko z že trikrat ali celo štirikrat poročenim srbskim kraljem. Cesar je Mulutinu namesto nje ponudil svojo pet let staro hčerko Simonido. Poroko je opravil ohridsko nadškof Makarij.
Sprava z Bizantinskim cesarstvom, kronana s poroko s Simonido, je pomenila velik uspeh Milutinove politike. S sklenitvijo miru je legaliziral osvojena ozemlja v Makedoniji, ki so bila k Srbiji priključena kot Simonidina dota. V eni od svojih listin Milutin piše, da je "z mečem osvojil skopsko, ovčepoljsko, pološko, debarsko in druge pokrajine in potem postal zet samodržnega bizantinskega cesarja Andronika". Zveza z Bizancem je v Srbiji naletela na odpor. Nasprotovala sta ji predvsem Milutinova mati Jelena in brat Dragutin.
Leta 1301 se je začela vojna med Milutinom in Dragutinom, ki je trajala do leta 1311. Vzrok zanjo ni znan.
Leta 1301 je Dubrovniška republika verjetno izkoristila vojno med bratoma in s pomočjo Benetk napadla Kotor. Mesto je vzdržalo napad. Milutin se je maščeval z napadom na Dubrovnik in ga povsem odrezal od zaledja. Dubrovniški knez je pobegnil na Mljet. Vojna se je končala s sklenitvijo miru avgusta 1301. Dubrovnik je moral plačati vojno škodo 4000 perperjev, Milutin pa je potrdil pravice dubrovniških trgovcev v Srbiji.
Državljansko vojno v Srbiji je izkoristil tudi Pavle Bribirski in prodrl globoko na srbsko ozemlje. V eni od listin iz leta 1304 je omenjen kot "gospodar Humske krajine", čeprav ni nobenega dokaza, da je tam tudi vladal. Milutin je v spopadu s Pavlom ujel njegovega sina in ga prisilil na sklenitev miru. Pavle se je umaknil iz Huma, Milutin pa je osvobodil njegovega sina.
Karel I. Anžujski, brat francoskega kralja Filipa V., se je poročil s sestro latinskega cesarja Balduin II. Courtenayskega in z doto dobil tudi naslov latinskega cesarja. Marca 1308  je sklenil zavezništvo s Štefanom Milutinom in se začel pripravljati na obnovitev Latinskega cesarstva. Proti Bizantincem je bil tudi Filip Tarantski, vladar anžujskih posesti na Balkanu, ki je leta 1305 osvojil Drač. Milutin se je leta 1305 preko skadarskega škofa dogovoril za srečanje s Filipom in istočasno poslal v Pariz delegacijo, ki naj bi sklenila protibizantinsko zavezništvo s Karlom Anžujskim. Francoska vlada je v Srbijo poslala dominikanskega meniha, ki naj bi preučil stanje v srbski državi.
Karel je leta 1308 preko Milutinovih odposlancev z njim sklenil sporazum, s katerim mu je prepustil vsa ozemlja, ki bi jih osvojil v vojni z Bizantinskim cesarstvom. Milutin mu je v zameno obljubil, da bo prestopil v katolištvo in svojo hčerko Zorico poročil s Karlovim sinom. Papež Klemen V. je svoji duhovščini naročil, naj se začne pripravljati na Milutinovo spreobrnitev, Milutin pa je v dobri veri leta 1308 napadel Bizantinsko cesarstvo in povedel svojo vojsko v Solun. Del tamkajšnjih katalonskih najemnikov (1000 konjenikov in 500 pešakov) pod Melikovim poveljstvom je prestopil na Milutinovo stran. Ko se je Solun obranil pred napadalci, se je Melik uprl in bil po porazu usmrčen.
Na Zahodu se je medtem stanje povsem spremenilo. Papež Klemen V. je odšel leta 1309 v Avignon, Karel Anžujski pa se je vmešal v spopade za krono svetega rimskega cesarja in po neuspelem poskusu, da bi se dokopal do nemške krone, tudi v spopade v Franciji. Papež je leta 1309 izobčil Beneško republiko, ki je na svojo stran dobila Milutina. Njegova zveza z Zahodom je razpadla.
Benečani so Milutina nagovorili, naj se vojskuje proti Anžujcem na Balkanu in ga imenovali za kralja Albanije. Naslov albanskega kralja se je prvič znašel v naslovu srbskih vladarjev. Milutin je nazadnje prestopil na Andronikovo stran in mu pomagal poraziti Hsalilovo najemniško vojsko na Galipoliju. Andronik je za protiuslugo Hilandarju pokloni neko vas. Milutinova bitka s Hsalilom je bila prvi, vendar ne edini spopad med Turki in Srbi. Milutin je leta 1313 poslal v Malo Azijo močan oddelek srbske vojske pod poveljstvom Novaka Grebostreka, ki ni bil pod bizantinskim poveljstvom, ampak se je vojskoval kot samostojen bizantinski zaveznik.
Milutinova pogajanja z Zahodom očitno niso vplivala na odnose z Andronikom II. Bizantinsko cesarstvo se je v tistem času vojskovalo z Osmani. V Malo Azijo je poslalo najemnike Katalonske družbe, ki so se kmalu obrnili proti svojim delodajalcem in začeli ropati Grke. Njihov cilj je postala tudi Sveta gora, se pravi tudi srbski samostan  Hilandar, za katerega je skrbel Milutin. Milutin je v Hilandarju na mestu Nemanjeve cerkve zgradil novo. Zgradil je tudi obzidje z dvema stolpoma, od katerih je eden branil cerkev pred napadom gusarjev z morja. Škodo, ki so jo v treh letih (1307—1310) povzročili napadi Kataloncev, je opisal tedanji iguman samostana in kasnejši nadškof Danilo. Katalonci so se umaknili proti zahodu in preko Tesalije in Epirja prišli do Atenske vojvodine. Po kratkem službovanju pri atenskem vojvodi so se obrnili proti njemu in ga v bitki pri Kefisu leta 1311 porazili. Po zmagi so sami prevzeli oblast v Atenah. Nevarnost, da bi napadli Srbijo, je za nekaj časa minila. Del najemnikov, ki so se v Tesaliji odcepili od glavnine, je zaposlil Milutin.
Ko je Milutin leta 1310 poslal svojo vojsko na pomoč Androniku za borbo proti Hsalilu, ga je napadel brat Dragutin. Plemstvo je prestopilo na Dragutinovo stran. Milutina je iz težkega položaja rešil predvsem njegov biograf in banjski škof Danilo, kateremu je Milutin predal v čuvanje svoj denar. Danilo je z njim najel vojsko Turkov, Tatarov in Osetov. Duhovščina se je bala eskalacije spopadov in spodbujala spri strani k sklenitev miru. Hilandarski iguman Nikodim je v imenu obeh srbskih kraljev odšel na posvet v Carigrad. Cesar in patriarh sta predložila mirovni sporazum, ki je bil sprejet v državnem zboru. Mir sta simbolizirala izgradnja samostana Banjska in slavna Zlata bula sv. Štefana, objavljena med letoma 1313 in 1316. Državljanska vojna ni povzročila ozemeljskih sprememb.
Največ razlogov za zaskrbljenost po končani državljanski vojni je imel najstarejši Milutinov sin Štefan Dečanski, ki je bil očetov ljubljenec in mu vrnitev v predvojno stanje ni ustrezala. Štefan je bil leta 1306 imenovan za kneza Zete in Primorja z naslovom kralj. Star je bil več kot trideset let. Z ženo in dvema sinovoma je živel v Zeti, ker je bil sin četrte in zato sporne Milutinove žene Ane Terter, pa njegov položaj ni bil najbolj trden. Za njegov položaj se je za svojega sina Dimitrija borila Irena Monferaška, žena cesarja Andronika II. Paleologa. Dimitrij je nazadnje odklonil, da bi živel v Srbiji.
Plemstvo je Štefana nagovorilo, naj se upre očetu, ker mu bo sicer odreklo poskušnost. Milutin je z vojsko zasedel Zeto, Štefan pa je pobegnil preko Bojane in se začel z očetom pogajati za spravo. Oče in sin sta se srečala v Skopju, kjer je bila uradna Štefanova rezidenca. Štefana so vklenili in delno oslepili in ga poslali v Carigrad, kjer je na Andronikovem dvoru preživel sedem let. V Srbijo se je vrnil neposredno pred očetovo smrtjo. Milutin mu je na pobudo Cerkve dal v upravljanje župo Budimje.
8. februarja 1314 je umrla kraljica Jelena. Odnosi med Milutinom in Dragutinom so se ponovno zaostrili. Dragutin na njen pogreb ni prišel, ampak je nanj poslal svoje odposlance. Na njen grob je odšel kasneje in se v Paunovih na Kosovu sestal z bratom.
Kratkotrajno obdobje miru je prekinila Dragutinova smrt spomladi 1316. Dragutin je malo pred smrtjo na skupščini predal prestol sinu Vladislavu in kot Teokrist odšel v samostan. Kmalu po Dragutinovi smrti je Milutin Vladislava zaprl in sam prevzel oblast v Srbiji. Dragutinovo ozemlje je bilo od njegove smrti do konca 14. stoletja jabolko spora med Srbijo in Ogrsko.
Milutin je leta 1317 s premirjem končal vojno z Dubrovniško republiko in pristal na plačevanje davka več kot 4000 perperjev letno. Kmalu po sklenitvi miru se je junija 1318 začela vojna z Mladenom II. Bribirskim. Njen potek ni znan.
Junija naslednjega leta je papež Janez XXII. nekaj albanskih mogotcev pisno pozval, naj strmoglavijo krivoverskega srbskega kralja. Papežev poziv je bil odgovor na agresivno Milutinovo politiko proti Filipu Tarantskemu po koncu državljanske vojne z Dragutinom. Proti Milutinu se je organizirala koalicija, v kateri je bil najmočnejši Milutinov nasprotnik ogrski kralj Karel I. Karel je v jeseni 1319 prečil Savo in v pohodu po dolini Kolubare zasedel Mačvo. Ogrska vojska je prodrla do sedanjega Valjeva. Jedro Dragutinovega kraljestva je prišlo pod ogrsko oblast. Milutin je kmalu po umiku ogrske vojske ponovno zasedel izgubljeno ozemlje, zato je Karel na začetku leta 1320 krenil na nov pohod in ponovno zasedel Mačvo in druga mesta Dragutinovega kraljestva. Milutin tokrat ni mogel izkoristiti svojih kumanskih najemnikov, ker jih je Andronik II. ravno takrat odpoklical. V Bizantinskem cesarstvu se je namreč začela državljanska vojna med Andronikom in njegovim vnukom, v katero se Milutin ni vmešal, ko je leta 1322 ponovno izbruhnila vojna, pa je bil že mrtev.

### Štefan Dečanski
Milutin je na prigovarjanje humskega škofa Danila leta 1321 dovolil svojemu sinu Štefanu Dušanu vrnitev iz Bizantinskega cesarstva in mu dal v upravljanje Budimlje. Svojega starejšega sina Konstantina, ki je bil nekakšen humski namestnik, ni imel za najbolj primernega kandidata za svojega naslednika in ga je za prestolonaslednika imenoval šele po Štefanovem izgonu.
Štefana so leta 1322 v Skadru razglasili za kralja. Ko je izvedel za očetovo smrt, je takoj objavil, da mu je sveti Nikolaj vrnil vid in se začel pripravljati na prevzem oblasti. Konstantinu je predlagal delitev oblasti, s čimer se on ni strinjal. S slovanskim poreklom, čudežno ozdravitvijo in mučeništvom je Štefan na svojo stran pridobil večino podložnikov. Nadškof Nikodim I. je 8. januarja 1322 Štefana kronal za kralja, brata Dušana pa za mladega kralja. Upornega Konstantina so ujeli in po pisanju Adama Guillaumea zverinsko usmrtili. Štefan naj bi mu v mišice zabijal kline in ga nazadnje presekal. Njegovo lobanjo je uporabil za čašo, kot je v 9. stoletju bolgarski vladar Krum naredil z lobanjo bizantinskega cesarja Nikiforja II. Fokasa.
Dragutinov sin Vladislav se je osvobodil iz ujetništva in na očetovih posestih vzpostavil svojo oblast. Naslavljal se je s kraljem in imel svoj dvor.
Po Milutinovi smrti je lokalno plemstvo okrepilo svojo moč, centralna oblast pa jo je izgubila. Najbolj so se okrepili Branivojevići v Stonu in na Pelješcu in širili svojo oblast v dalmatinsko zaledje (Popovo) in proti Neretvi in preko nje. V Milutinovem času so se vojskovali z Mladenom II. Bribirskim kasneje pa tudi z bosanskim banom Štefanom II. Kotromanićem. Po Mladenovem padcu je moč Bribircev ugasnila in bosanski ban je postal najmočnejši srbski sosed na zahodu. Po smrti Mihajla Branivojevića in ujetju Brajka Branivojevića je Branoje pobegnil na Štefanov dvor, kjer je bil usmrčen. S tem je bila uničena tudi družina Branivojević in bosanski ban je zasedel dolino Neretve in Krajino, Dubrovčani pa so pretili, da bodo zasedli Ston.
Pogajanja za prodajo Stona Dubrovčanom niso potekala po pričakovanjih, zato je Štefan Dečanski leta 1327  prepovedal uvoz dubrovniškega blaga v Srbijo. Avgusta tistega leta se je začela vojna, ki je trajala skoraj eno leto. Ko je bil poleti 1328 sklenjen mir, je Pelješac pripadel srbskemu kralju, dolino Neretve je obdržal bosanski ban. Prvi Dušanov vojni pohod leta 1329 je bil zao usmerjen prav proti bosanskemu banu. Studeniški iguman Nikola piše, da je Dečanski poslal svojega sina na brezbožne poganske babune (bogomile), ki so vdrli v Raško. Dušan jih je porazil in dobil velik vojni plen, sam Štefan pa se je komaj rešil, tako da mu je Vuk Hrvatinić prepustil svojega konja.
Štefan se je leta 1324 poročil z dvanajstletno Marijo Paleolog, vnukinjo Teodorja Metoita. Marijin oče je bil bizantinski guverner Suluna, ki se je nameraval osamosvojiti. Štefana je uspel pregovoriti, da mu je poslal oddelek vojakov, ki je plenil po Serski in Strumiški krajini.
Leta 1324 je na bolgarski prestol prišel Mihael III. Šišman. Naslednje leto je odslovil svojo prvo ženo Ano Nedo, hčerko kralja Milutina, in se poročil z Andronikovo sestro. Nekaj časa se je vojskoval z Andronikom mlajšim, s Srbi pa zaradi njihovega širjenja v dolino Vardarja. Vzrok za vojno z Bizantinci je bilo srbsko posedovanje Proseka, ki so ga dobili od bizantinskega namestnika Ivana Asena, ki je bil sicer Bolgar. Andronik je leta 1330 zbral vojsko najemnikov in proti Srbom sklenil zavezništvo z vlaškim knezom Ivanom Basarabom. Najemnike so zbrali tudi Srbi. Grigora omenja 1000 Keltov, Kantakuzen pa 300 Alemanov. Ker Štefanova mirovna pogajanja z Bolgari niso bila uspešna, je maja 1310 Dubrovčanom prepovedal trgovanje z Bolgarijo preko Srbskega ozemlja.
Bolgari so se nameravali čim prej združiti svojo vojsko z bizantinsko in nato z juga napasti Srbijo. Vsi srbski poskusi, da bi sklenili premirje, so bili neuspešni, vendar so pokazali, da morala v bolgarski vojski ni najboljša. Srbi so sklenili preprečiti združitev bolgarske in bizantinske vojske in so 28. julija 1330 pri Velbaždu napadli Bolgare. Na obeh straneh je bilo po 15.000 vojakov. V bitki, v kateri so se najbolj izkazali strelci mladega kralja Štefana Dušana, so Srbi prepričljivo zmagali. Kralj Mihael je na begu padel s konja, potem pa so ga Srbi ujeli in usmrtili. Pokopali so ga v cerkvi sv. Jurija v Nagorčinu. Ostanke bolgarske vojske je rešil Mihaelov brat Belaur.
Bolgarsko plemstvo je s Štefanom Dečanskim sklenilo zanje ugoden mirovni sporazum. Dečanski je na bolgarski prestol vrnil svojo sestro Ano in jo postavil za regentko mladoletnega sina Ivana Štefana. Poraz Bolgarov so izkoristili Grki in izropali ozemlje svojega nekdanjega zaveznika in se nato pred Srbi umaknili. Dečanski je osvojil Štip, Veles, Prosek, Črešće in Dobrun.
Spor Štefana Dečanskega s sinom Štefanom Dušanom je opisan v dveh protislovnih različicah. V različici enega od Danilovih učencev je bila vsa krivda na stani Štefana Dečanskega, ki je napadel svojega sina. Nikifor Grigora, ki je poznal srbske razmere, je največjo vlogo pripisal plemstvu. Dušanov strah, da bodo na prestol prišli Štefanovi otroci iz drugega zakona, je spodbudil plemstvo, da mu je obljubilo podporo. Kako dolgo je spor trajal, ni znano. Mir, sklenjen leta 1331 s posredovanjem Dubrovčanov, je trajal samo tri mesece. Povod za nadaljevanje vojne je bil Štefanov poziv sinu, naj pride k njemu na razgovor. Dušan se je tega ustrašil in pozval plemstvo, naj ga spremlja. Ker se je plemstvo temu uprlo, je Dušan napadel svojega očeta. Obkolil je očetov dvor v Nerodimlji, najverjetneje 21. avgusta 1331. Štefan je pobegnil v Petrič, Dušan pa je zasedel dvor in zasegel zakladnico. Dušan ga je obkolil tudi v Petriču in ga prisilil k vdaji. Štefana in njegove otroke je zaprl v zvečansko trdnjavo, kjer je Štefan 11. novembra 1331 v nejasnih okoliščinah umrl. Dušana so 8. septembra v Svrčinu okronali za novega srbskega kralja.

### Štefan Dušan
Leta 1311 je prišlo do spremembe tudi na bolgarskem prestolu. Bojarji so na prestol pripeljali Ivana Akeksandra, ki je z Dušanom sklenil mir in z njim poročil svojo sestro Jeleno. Dušan je lahko zdaj vse svoje sile usmeril proti Bizantinskemu cesarstvu.
Spomladi 1332 so se v Zeti uprli velikaši pod vodstvom Dimitrija Sume in Bogoje, nezadovoljni z nagradami, ki so jih dobili od Dušana. Dušan se je z njimi sporazumel, zgleda da s pomočjo Dubrovnika.
Na zahodu države je Dušan nasledil nekaj težav, ker so Dubrovčani že od konca vojne z Branivojevići poskušali dobiti Ston in Pelješac, ki jim po mirovnem sporazumu iz leta 1328 ni pripadel. Ban Štefan II. Kotromanić je osvajal vedno več ozemlja na jadranski obali, kar je leta 1331 povzročilo spor z Beneško republiko. Bosanski ban je bil de facto vladar Huma, Ston pa je priznaval oblast srbskega kralja. V sporu je posredovala Dubrovniška republika. Dušan se je odrekel ozemljem na skrajnem zahodu svojega kraljestva, ki jih je težko branil, in leta 1333 prodal Ston Dubrovčanom. Dubrovčani so morali razen plačila 8000 perperjev in 500 perperjev letno prevzeti obveznost zaščite pravoslavnih vernikov na svojem ozemlju. Dubrovnik se je dotlej trudil zatreti pravoslavje z versko propagando in agrarno reformo, s katero je odvzel zemljo srbskemu plemstvu. Dohodke iz Stona je Dušan dobival do leta 1350, ko jih je odstopil samostanu Svetih nadangelov v Jeruzalemu.
Po sklenitvi miru z Dubrovnikom, Bosno in Bolgari je imel Dušan odprte roke za napad na Bizantinsko cesarstvo. V prvem letu vojne je Srbija osvojila Strumico in Kostur in napadla Solun, vendar ga ni uspela osvojiti. Po koncu vojne z Bizantinci se je Dušan obrnil na sever države, kamor je leta 1335 vdrl Karel I. Ogrski. Ogrska vojska je panično pobegnila. Veliko vojakov se je utopilo v Savi. Dušan je osvojil Mačvo in leta 1338 in 1139 nadaljeval vojno s Karlom I. Tokrat je srbska vojske prešla Savo in se vojskovala v Sremu. S Srbi, ki so bili takrat v vojni z Bizantinci, se je nekaj let vojskoval tudi Karlov naslednik Ludvik I. 
Leta 1336 so se odnosi med Dušanom in Jeleno poslabšali. Ker zakonca nista imela otrok, se je Dušan nameraval ločiti. Z avstrijskim vojvodom Otonom se je dogovarjal za poroko z njegovo posvojenko Elizabeto, hčerko kralja Friderika III. Lepega. Ideja je Elizabeto tako grozila, da je zbolela in umrla. Dušanov zakon je rešilo rojstvo sina Uroša proti koncu leta 1336 ali na začetku leta 1337.
Andronik III.  je leta 1336 osvojil Tesalijo in zelo okrepil moč Paleologov. Z Dušanom sta se v Strumici dogovorila za mir, ki je trajal do Andronikove smrti leta 1341, vendar se je že leta 1340 začel krhati. Vojvoda Hrelja Ohmućević se je izneveril Dušanu, prestopil na bizantinsko stran in jim predal tri makedonska mesta. Leta 1341 se je vrnil na Dušanovo stran in mu predal Melnik. Naslednje leto je kot Hariton vstopil v Rilski samostan in še isto leto umrl. Njegove posesti na skrajnem vzhodu države je prevzel Dušan.
Andronik II. je v vojni v Epirju zbolel in leta 1341 umrl. Nasledil ga je Ivan V. Paleolog, star komaj osem let. Za njegovega regenta je bil imenovan Ivan VI. Kantakuzen, ki je sam nameraval prevzeti oblast in je na visoke državne položaje postavil svoje sorodnike. Proti Kantakuzenu sta se postavila cesarjeva mati Ana Dalasena in megaduks Alekse Apokavk. Njegova nasprotnika sta bila tudi Dušan, zaradi Hreljevega odpadništva, in bolgarski car Ivan Aleksander, ki je od Kantakuzena zahteval izročitev svojega nasprotnika Šišmana. Kantakuzen se je umaknil v Dimotiko in se razglasil za cesarja in s sinovoma Matijem in Manuelom poskušal osvojiti Solun. Po neuspelem poskusu se je predal guvernerju mesta Prosek. Od tam je bil poslan v Veles, kje je navezal stike z Dušanom in bil povabljen v Skopje. Tam se je eno leto pogajal z Dušanom, ki je zase zahteval vsa mesta zahodno od Kavale. Zvezo s Kanatkuzenom je podpirala tudi kraljica Jelena. Dušan se je po posvetu na zboru  24 velikašev z Kantakuzenom nazadnje dogovoril, da vsak obdrži tisto, kar je osvojil. Ana Dalasena in Apokavk sta Dušanu ponudila, da bosta tudi ona spoštovala njegov dogovor s Kantakuzenom, če jima ga izroči. Dušan je ostal zvest dani obljubi in ponudbo zavrnil.
Junija 1343 je Dušan osvojil Krujo, glavno mesto Srednje Albanije. Mestu je izdal listino, pisano v grškem jeziku, ki se je ohranila v latinskem prevodu Alfonza Aragonskega iz 15. stoletja. Gre za edino ohranjeno Dušanovo mestno listino. Grškim mestom je potrdil dotedanje pravice. Po sporih s Kantakuzenom se je začel pogajati z zakonito bizantinsko vlado in se dogovoril za poroko sina Uroša s sestro Ivana V. Paleologa.
Beneško ladjevje je na papeževo spodbudo leta 1343 v bitki pri Halkidiki  uničilo turško ladjevje. Turki, odrezani od svoje baze, so se pridružili Kantakuzenu. Dušan je proti njim poslal 3.000 vojakov pod Preljubovim poveljstvom. Turki so jih s prevaro porazili, pobili nekaj ljudi in zaplenili konje in se umaknili h Kantakuzenu v Trakijo.
V vojni med Dušanom in Kantakuzenom je igral pomembno vlogo vojvoda Momčil, eden od številnih avanturistov, ki so vladali v Rodopih in južni Makedoniji. Leta 1344 je Momčil z vojsko 5000 pešakov in 300 konjenikov pretopil z Dušanove na Kantakuzenovo stran in dobil naslov sebastokrator. Ana Dalasena mu je obljubila naslov despota in ga pridobila na svojo stran. Momčil je napadel svojega nekdanjega zaveznika in njegove turške zaveznike in bil poražen in prisiljen na beg v Periterion. Ker ga meščani niso spustili v mesto, je v spopadu s Turki pred mestom padel.
Dušan je do jeseni osvojil Berat, Valono, Kanino, Kostur, Hrizopolj, Dramo in Ber. Soluna, za katerim je hrepenel celo življenje, mu ni uspelo osvojiti. Na začetku leta 1345 je oblegal Ser in ga septembra osvojil. Osvojil je tudi vsa bizantinska mesta vzhodno od Krizopolja, Halkidiko in Sveto goro. Konec leta 1345 se je v Seru proglasil za carja. Sledilo je njegovo kronanje na Veliko noč, 16. aprila 1346.

## Cerkev

### Ustanovitev Srbske nadškofije
Prvi dve leti obstoja Kraljevine Srbije je bila Srbska cerkev podrejena cerkvenim poglavarjem drugih držav. Pravoslavne škofije so bile z dekretom bizaninskega cesarja Bazilija II. podrejene Ohridski nadškofiji, ustanovljeni leta 1018. Na srbskem ozemlju so delovale Raška, Prizrenska in Lipljanska škofija. Rimskokatoliške škofije so bile pod jurisdikcijo Dubrovniške in Barske nadškofije. Izjema je bila Kotorska nadškofija, ki je bila podrejena nadškofiji v Bariju. Sava je leta 1219 v Nikeji izposloval avtokefalnost Srbske cerkva. Nikejski cesar in patriarh sta bila v okoliščinah po padcu Konstantinopla leta 1204  naravna zaveznika Srbov. Jurisdikcija Srbske cerkve je zajemala celo ozemlje Kraljevine Srbije. Ohridski nadškof Homatijan je ustanovitev nadškofije ostro obsodil.
Med vladanjem Štefana Nemanje so bile v Srbiji tri škofije  (Raška, Prizrenska in Lipljanska), podrejene Ohridski nadškofiji. Sava je ustanovil sedem novih škofij s sedeži v cerkvi Svetega nadangela Mihaela na Prevlaki (Zetska), cerkvi matere Božje v Stonu (Humska), cerkvi svetega Nikolaja v Banji pri Prizrenu (Dabarska), cerkvi svetih apostolov Petra in Pavla pri Novem Pazarju (Raška), cerkvi svetega Ahilija v Arilju (Moraviška), cerkvi matere Božje Hvostanske pri Peći (Hvostanska), cerkvi svetega Jurija (Jurijevi stebri)   v Budimlju (Budimljanska), cerkvi svetega Nikolaja pri Kuršumliji (Topliška), cerkvi svete matere Božje v Prizrenu (Prizrenska) in cerkvi sveze matere Božje v Gračanici (Lipljanska).
Učene menihe je Sava pripeljal s Svete gore, največ iz Hilandarja. Duovščina se je šolala tudi v domačih samostanih, predvsem v Studenici. Ko ja Sava kot nadškof prišel v Studenico, so bili tam nekateri menihi že posvečeni v duhovnike, diakone, poddiakone in pripravnike, najsposobnejši pa v protopope in škofe. Naloga protopopov je bila sklepanje zakonskih zvez pred cerkvijo. Nadškofi, protopopi in parohijski duhovniki so se ukvarjali tudi z misijonarstvom.

### Položaj katoliške Cerkve
Ustanovitev avtokefalne Srbske cerkve je premaknila mejo med katoliki in pravoslavci proti zahodu. V Primorju je med Bojano in Cetino živelo razmeroma veliko katolikov, ki so bili pod jurisdikcijo Dubrovniške in Barske nadškofije. Nekanonska Barska nadškofija je bila ustanovljena konec 11. stoletja med vladanjem Konstantina Bodina. Sredi 12. stoletja je bila ukinjena, potem pa je Vukan Nemanjić pri papežu Inocencu III. dosegel, da so jo leta 1199 ponovno ustanovili. Srbska država in Cerkev nista ovirali delovanja katoliških škofij. Prepovedali so jim samo misijonarsko dejavnost. Delovanje Humske in Zetske nadškofije je oteževalo veliko število katolikov, delovanje Dabarske škofije pa bosanski bogomili. Zetska škofija je obstala kljub pritiskom katolikov, medtem ko je bila Humska manj uspešna. Kasneje so njen sedež preselili iz Stona v cerkev Svetih apostolov pri Belem polju. Srbija je takrat izubila Zahumje in humskemu škofu ni mogla zagotoviti varnosti.
Dobri odnosi med kraljem Štefanom Urošem I. in Dubrovnikom so se začeli leta 1247  slabšati. Vzrok za poslabšanje so bili stari spori med Barsko in Dubrovniško nadškofijo. Barska nadškofija je bila nekaj časa brez poglavarja, kar je izkoristil dubrovniški nadškof in se pritožil papežu Inocencu IV., da se je barska stolnica obrnila od njega. Prebivalci Bara so zaradi tega javno protestirali, dubrovniška duhovščina pa je bila vztrajna, še zlasti zato, ker jim je papež odvzel Bosansko diecezo in jo priključil k nadškofiji Kaloča. Dubrovnik je motilo tudi to, da je bil za barskega nadškofa imenovan energični Giovanni Piano Carpini, ki je malo pred tem vodil misijo, ki naj bi pokristjanila Mongole. Med Mongoli v Karakorumu je bil nekaj desetletij pred Markom Polom. Papež je leta 1252 imenoval komisijo, ki bi morala v šest mesecih preveriti stanje na Balkanu. Dubrovniški knez se v tam času ni upal oditi na srbsko ozemlje, ker mu je kralj Uroš baje zagrozil, da mu bo odrl kožo. Knez je kralja proglasil za sovražnika katolikov, kar seveda ni bilo res, saj se je malo pred tem poročil s katoličanko Jeleno Anžujsko. Jelana je postala zaščitnica katolikov v Srbskem kraljestvu. Uroš je leta 1252 upustošil okolico Dubrovnika in se nazadnje zadovoljil z davkom, ki mu ga je izplačalo mesto. Dubrovnik je brez izgledov za uspeh in predvsem zaradi prevelikih stroškov leta 1255  odnehal.

### Nadarbine Nemanjićev
Sedež srbske nadškofije je bil samostan Žiča, nadarbina Štefana Prvokronanega. Pomembno vlogo v gradnji samostana je imel tudi prvi srbski nadškof Sava. Glavna samostanske cerkev je zgrajena v raškem slogu. Posvečena je bila Kristusemu vnebovzetju. Gradnja se je začela okoli leta 1206. V Žiči so bili kronani prvi srbski kralji. Samostan je bil med napadom Tatarov leta 1291 zelo poškodovan, zato se je sedeć srbske cerkve preselil v Peć.
Kralj Štefan Radoslav je dogradil preddverje samostana Studenica, Štefan Vladislav pa je zgradil samostan Mileševa. Gradnja slednjega je bila zaključena nejverjetneje leta 1220. Pri gradnji in poslikavi je morda sodeloval tudi Sava, ki je bil tam pokopan.
Najpomembnejša nadarbina kralja Uroša je samostan Sopoćani. Zgrajen je bil po letu 1258, ker je na freski v cerkvi upodobljena smrt Uroševe matere Ane Dandolo.
Jelena Anžujska je med vladanjem svojega starejšega sina Dragutina zgradila samostan Gradac, kjer je bila tudi pokopana. Štefan Dragutin je na ostankih cerkve v Arilju, ki je bila od leta 1219 središče Moraviške škofije, zgradil samostan sv. Ahilija. Poslikavanje cerkve je bilo končano leta 1296. Dragutinu se pripisuje tudi gradnja treh samostanov na Fruški gori: Beneševa in Velike in Male Remete.
Zlasti dejaven je bil kralj Štefan Milutin, ki je zgradil in obnovil kar 40 cerkva in samostanov. Za svoj grob je z Dragutinovim soglasjem izbral samostan svetega Štefana v Banjski. Posebno pozornost je posvečal škofijskim središčem. Obnovil je cerkev matere Božje Leviške (središče Prizrenske škofije), Gračanico (središče Lipljanske škofije), cerkev Triroke matere Božje (središče Skopske škofije) in druge.
Štefan Dečanski je začel graditi Visoke Dečane, ki jih je leta 1335 dokončal njegov sin in naslednik Štefan Dušan.

### Srbski nadškofi
| Slika | Ime                | Obdobje    | Komentar |
| ----- | ------------------ | ---------- | --- |
|       | Sveti Sava         | 1219—1233  | Sin Štefana Nemanje. Prvi srbski nadškof. Ustanovil je deset škofij, napisal Nomokanon in dosegel priznanje avtokefalnosti srbske Cerkve. Umrl je leta 1236 v bolgarski prestolnici Veliko Trnovo. |
|       | Arzenij I. Sremec  | 1233—1263  | Učenec Svetega Save. Zgradil cerkev Svetih apostolov v Rugovski soteski, ki je kasneje postala znana kot cerkev Krstusovega vnebovzetja. S položaja nadškofa se je umaknil zaradi paralize. |
|       | Sveti Sava II.     | 1263—1271  | Sin Štefana Prvokronanega s posvetnim imenom Predislav. Do leta 1263 je bil humski škof. Preganjal je bogomile. Pokopan je v cerkvi Svetih apostolov v Peći. |
|       | Danilo I.          | 1271 —1272 | Na položaju nadškofa je bil samo eno leto in bil iz neznanega vzroka odstavljen. |
|       | Joanikij I.        | 1272—1276  | Do leta 1272 je bil iguman samostana Studenica. S položaja nadškofa se je umaknil iz protesta zaradi Dragutinove odstavitve kralja Uroša. Pokopan je skupaj z Urošem v samostanu Sopoćani. |
|       | Evstahij I.        | 1279—1286  | Evstahij je bil je iguman samostana Hilandar in zetski škof. Pokopan je bil v Žiči in po uničenju samostana leta 1291 prenešen v Peć. |
|       | Jakob              | 1286—1292  | Med njegovim škofovanjem so samostan Žiča opustošili Bolgari, zato je bil sedež nadškofije preseljen v Peć. |
|       | Sveti Evstahij II. | 1292—1309  | S širjenjem srbske države pod Štefanom Milutinom se je širilo tudi področje jurisdikcije srbske Cerkve. V tam času so bile ustanovljenje Gračaniška, Končanska, Limska, Mačvanska, Braničevska, Beograjska in Skopska škofija. |
|       | Sveti Sava III.    | 1309—1316  | Nadškof vseh srbskih in primorskih držav. Med njegovim pontifikatom se je začela gradnja samostana Banjska. |
|       | Nikodem I. Peški   | 1316—1321  | Pred prihodom na položaj nadškofa je bil iguman samostana Hilandar. V srbski jezik je je prevedel Jeruzalemski tipik Svetega Save Posvečenega. Kronal je Štefana Dečanskega in s tem določil stališče srbske Cerkve v državljanski vojni leta 1321. |
|       | Danilo II.         | 1324—1337  | Od leta 1307 do 1310 je bil iguman samostana Hilandar. Opravljal je tudi dolžnosti banjskega in humskega škofa. Štefana Milutina je nagovoril, naj dovoli Štefanu Dečanskemu vrnitev iz Bizantinskega cesarstva. Napisal je slavne Življenjepise srbskih kraljev in nadškofov (Žitija kraljeva i arhiepiskopa srpskih). Leta 1331 je v Svrčinu kronal Štefana Dušana in nadziral gradnjo Visokih Dečanov. Zgradil je samostan, posvečen Materi Božji Odigitriji. |
|       | Sveti Joanikij II. | 1337—1346  | Poslikal cerkev v Peći in bil logotet. Leta 1346 je postal prvi srbski patriarh. |

## Književnost
Štefan Prvokronani in Sveti Sava se štejeta za najbolj izobraženi osebi svojega časa. Srednjeveška srbska književnost je bila pod velikim vplivom bizantinske književnosti, zlasti njenega središča v Ohridu, ki so ga ustanovili učenci Cirila in Metoda. Najpomembnejša središča srbske kniževnosti v 13. stoletju so bili samostani Studenica, Žiča, Mileševa, Hilandar in Peć. V teh središčih sta bila normirana raški pravopis in pismenost in ustvarjena pomembna dela glavnih literarnih zvrsti tistega časa – življenjepis in služenje. K temu je veliko doprineslo tudi ustvarjanje kulta Nemanjićev. Za začetnika tega obdobja se šteje Sveti Sava, ki je sestavil Karejski, Hilandarski in Studeniški tipik.
Karejski tipik je urejal puščavniški način samostanskega življenja v Srbiji. Sava ga je obogatil s svojimi idejami, kot sta na primer združevanje menihov v manjše skupnosti in obvezno ocenjevanje samostanskega zbora ali je menih sposoben živeti puščavniški način življenja.
Hilandarski tipik je bil napisan po zgledu na tipik samostana matere Božje Evergetide v Carigradu iz 11. stoletja in je na splošno urejal meniško življenje v srbskih samostanih. V njem je bil tudi kratek življenjepis Simeona Mirotočnega. Bolj obsežen življenjepis je vključil v Studeniški tipik. Obsegal je tri poglavja tipika, kasneje pa je bil napisan kot samostojno delo. Razdeljen je bil na enajst poglavij. V njem je Sava poudarjal tuzemska dela svojega očeta, da bi utrdil položaj njegove dinastije, predvsem Štefana Prvokronanega, na škodo Vukana in kulta dukljanskega kneza Ivana Vladimirja.
Žitije Svetog Simeona (Življenje svetega Simeona) je napisal tudi Štefan Prvokronani med letoma 1208 in 1216. Tretji življenjepis je med vladanjem kralja Uroša v pirgu v hribih nad Hilandarjem napisal menih Domencijan. Slednji je zapisal tudi to, kako Srbi dojemajo legitimnost oblasti svojih vladarjev, zakone in sozvočje posvetne in cerkvene oblasti. Savi se pripisuje tudi Nomokanon, napisan okoli leta 1220. Na zborniku bizantinskih zakonov je delalo več avtorjev, izbor zakonov in obdelavo dela zbornika pa je opravil Sava. Vsak škof je ob posvetitvi v Žiči dobil tudi izvod Nomokanona. Bizantinski Nomokanon ni ohranjen.
Kultu svetega Simeona se je pridružil kult Svetega Save. Kmalu po njegovi smrti in prenosu posmrtnih ostankov v Mileševo, je menih Domencijan sestavil Žitije Svetog Save (Življenje Svetega Save). O Domencijanovem življenju ni veliko podatkov. Nekaj malega je znanega iz vsebine njegovih del. Domencijan je menil, da se mu kot običajnemu menihu ne spodobi pisati o sebi. Rojen je bil okoli leta 1200. Meniško življenje je začel v Žiči in kasneje odšel na Sveto goro. Kot učenec Svetega Save ga je spremljal na njegovem potovanju na vzhod. Življenjepis je napisal po naročilu kraja Uroša. V Dunajskem rokopisu je podatek, da je bil življenjepis napisan leta 1243, v Leningrajskem rokopisu pa je omenjeno leta 1254. Domencijan je pisal v svoji celici v Kariesu. V življenjepisu, ki je najobširnejše srbsko srednjeveško delo, je poudarjena Savina ideja o Srbih kot drugem izbrane ljudstvu. Domencijan je leta 1264 po nalogu kralja Uroša napisal tudi Življenje svetega Simeona. Delo ni povsem izvirno, ker je velik del prepisal iz življenjepisa, ki ga je napisal Štefan Prvokronani. Tretjino je prepisal iz lastnega Življenja Svetega Save, nekaj vrstic hvalnice pa iz hvalnice ruskemu knezu Vladimiru, ki jo je napisal metropolit Hilarij.
Slaven Savin biograf je bil tudi Teodozij Hilandarec, ki je ustvarjal med vladanjem kraljev Štefana Milutina in Štefana Dečanskega. Tudi on se je trudil širiti Simeonov in Savin kult. Življenje Svetega Save je napisal po Domencijenovem zgedu. Njegovo delo ima tudi zgodovinopisno vrednost, ker je pisano bolj trezno in vsebuje manj svetopisemskih motivov kot Domencijanovo. Drugo pomembno Teodozijevo delo je Življenje svetega Petra Koriškega, ki se šteje za umetniško najuspešnejše delo srbske srednjeveške književnosti. Nekateri literarni zgodovinarji imajo njegovo delo za roman in Teodozija za prvega srbskega romanopisca.
Med pomembne pisce tistega obdobja spada tudi nadškof Danilo II. Napisal je kar šest živjenjepisov: kraljice Jelene, kralje Dragutina, kralja Milutina in nadškofo Arsena I., Jaonikija in Evstahija. Njegovi življenjepisi so vključeni v Žitija kraljeva i arhiepiskopa srpskih (Življenja srbskih kraljev in nadškofov) ali Carostavnik. Zbornik so pisali najmanj štirje pisci in vsebuje biografije srbskih vladarjev od kralja Radoslava do leta 1335 in nadškofov od Arsena do Jefrema. Obdobje od leta 1335 do 1375 je kasneje napisal in v zbornik vključil neznan pisec.

## Rudarstvo
Na ozemlju Srbskega kraljestva so rudarili že Rimljani. Srbi so ob naselitvi na Balkan poznali samo tehike obdelave železa.
Srbija je bila so sredine 13. stoletja agrarna država. V prvih letih vladanja kralje Uroša so se v Srbiji naselili nemški rudarji Sasi. Razlogi za njihovo naselitev niso znani. Naselili so se pred letom 1254, ker so takrat že omenjeni v eni od listin kralja Uroša, izdani Dubrovniški republiki. Po eni od teorij so se priselili pod pritiskom Mongolov, po drugi pa jih je zaradi obojestranskih interesov v Srbijo povabil kralj Uroš. Prvi Sasi so se naselili v Brskovu na Tari v okolici sedanjega Kolašina, Črna gora. S seboj so prinesli tehnike obdelave barvnih kovin – srebra, svinca in bakra, ki jih Srbi niso poznali.
Sasom je bila zagotovljena avtonomija, ki se je kazala v volitvah lastnega kneza, neodvisnosti sodišč in svobodi veroizpovedi. Knez je imel pravico do svojega kaplana, pečata in dopisovanja z vladarji. Imel je tudi določene sodne obveznosti. Neodvisna saška sodišča je tvoril svet 12 meščanov, ki mu je predsedoval knez. Znak kneževega sodnega dostojanstva je bila srebrna palica.
Prva rimskokatoliška dieceza v Srbiji je dokumentirana prav v Brskovem. Imela je svojo cerkev, posvečeno sveti Mariji in bila pod jurisdikcijo Kotorske katoliške škofije. V Brskovem so se od leta 1276 kovali srebrni dinarji, ki so bili imitacija beneških srebrnikov. Danta Alighieri je v svoji Božanski komediji kralja Štefana Milutina zaradi ponarejanja denarja umestil v deveti krog pekla. Najpogostejši tujci v saških mestih so bili Dubrovčani in nekaj Kotoranov in Dubrovčanov.

## Kralji
| Slika | Ime                 | Vladanje            | Komentar |
| ----- | ------------------- | ------------------- | --- |
|       | Štefan Prvokronani  | 1196–1202 1204–1228 | Drugi sin Štefana Nemanje. Ko se je oče leta 1196 umaknil v samostan, je nasledil naslov veliki knez. Vladanje se je začelo z borbo proti bratu Vukanu, ki ga je izgnal v Bolgarijo. Bolgarski car Kalojan mu je v zameno za Moravsko banovino dal na razpolago vojsko Kumanov. Kriza se je končala, ko je Sava s pogajanji dosegel spravo med bratoma. Štefanova oblast je postala nesporna. Leta 1217 je bil kronan za kralja, potem pa je Sveti Sava izposloval avtokefalnost srbske Cerkve in leta 1219 postal njen prvi nadškof. Srbija je obdržala popolno neodvisnost. |
|       | Štefan Radoslav     | 1227–1233           | Sin Štefana Prvokronanega. Med očetovim vladanjem je vladal v Zahumju in imel status guvernerja Zete. Skupaj z očetom je bil soustanovitelj samostana Žiča. Oče je zaradi slabega zdravja leta 1227 odstopil in se umaknil v samostan. Radoslava je kot srbski nadškof kronal stric Sveti Sava. Poroka z bizantinsko princeso Ano Dukaino Angelino se je izkazala za nepriljubljeno in spodkopala njegovo avtoriteto. Izgubil je zaupanje prebivalstva in moral po uporu leta 1233 odstopiti. Po izgubi prestola je pobegnil Dubrovnik. |
|       | Štefan Vladislav I. | 1233–1243           | Sin Štefana Prvokronanega. Nasledil je brata Radoslava in vladal deset let, potem pa ga je strmoglavil mlajši brat Štefan Uroš I. Vladanje je nadaljeval v Zeti. V njegovi zakladnici je bila najdena prva znana srbska zastava. |
|       | Štefan Uroš I.      | 1243–1276           | Sin Štefana Prvokronanega. Nasledil je brata Vladislava. Okrepil je trgovanje z Dubrovnikom in Kotorjem, s čimer se je začel gospodarski razcvet kraljestva. Leta 1353 je začel vojno z Dubrovnikom in leta 1254 sklenil mir. V 1260. letih je izbruhnila nova vojna z Dubrovnikom, ki je trajala do leta 1268. Uroš se je takoj po njej obrnil proti Ogrski in osvojil Mačvo, potem pa bil ujet. Spravo med kraljema je zagotovila poroka Uroševega sina Štefana Dragutina s Katarino, hčerko Štefana V. Ogrskega. Uroša I. bi moral naslediti najstarejši sin Dragutin, oče pa je favoriziral mlajšega sina Štefana Milutina, zato ga je Dragutin leta 1276 odstavil. |
|       | Štefan Dragutin     | 1276–1282 –1316     | Sin Štefana Uroša I. Po bitki pri Gacku je s pomočjo ogrske vladarske hiše odstavil očeta. Leta 1282 je bil poškodovan in prepustil vrhovno oblast mlajšemu bratu Milutinu, vendar je še vedno vladal na ozemlju, ki je kasneje postalo Sremsko kraljestvo s prestolnico Beograd. Milutin je okrepil odnose z Bizantinskim cesarstvom in zavrnil predajo oblasti sinu Vladislavu II., kar je povzročilo delitev kraljestva. Dragutin je še naprej vladal na severni meji v zavezništvu z Ogrskim kraljestvom, v zadnjih letih vladanja pa se je ponovno združil s Srbijo, uradno kot njen vazal. |
|       | Štefan Milutin      | 1282–1321           | Sin Štefana Uroša I. in naslednik kralja Dragutina. Po prihodu na prestol se je takoj obrnil proti Makedoniji, zasedel njen severni del s Skopjem, ki je postalo njegova prestolnica. Prodiranje je nadaljeval na ozemlje Bolgarije in osvojil severno Albanijo do Kavale. Kasneje je v Bolgariji osvojil Vidin, v Albaniji pa Drač. Po sklenitvi mirovnega sporazuma z Bizantinskim cesarstvom leta 1299 se je začela nasledstvena vojna z Dragutinom. Milutin se je na bizantinski strani udeležil bitke pri Galipoliju leta 1412, ki se je končala z njegovo zmago. Ko je Dragutin umrl, mu je prepustil večino svojega ozemlja in Beograd. Milutina je še istega leta poskušal odstaviti sin Štefan Uroš III., kar je imelo za posledico njegov izgon v Carigrad. Leta 1319 so vse Dragutinovo ozemlje, razen Braničeva, zasedli Ogri. Opomba: Sirmija je postala neodvisna; na začetku so v njej vladali verjetno: |
|       | Štefan Konstantin   | 1321–1322           | Mlajši sin Štefana Uroša II. Leta 1322 ga je porazil starejši brat Štefan Uroš III. |
|       | Štefan Dečanski     | 1322–1331           | Starejši brat Štefana Konstantina. |
|       | Štefan Dušan Silni  | 1331–1355           | Sin Štefana Uroša III. Bil je zelo izkušen vojaški poveljnik, ki je pri dvajsetih porazil Bosno in Bolgarijo. Ker oče ni bil sposoben osvajalec, ga je odstavil. Zasedel je bizantinsko ozemlje na jug do Soluna in podvojil ozemlje svojega kraljestva. Leta 1346 se je kronal za carja (cesarja). Srbsko cesarstvo se je razcvetelo. Leta 1346 je uvedel novo ustavo, tako imenovani Dušanov zakonik. |